# Lijst van shorttrackrecords 500 meter mannen junioren
Dit is een overzicht van de schaatsrecords op de  500 meter mannen junioren bij het shorttrack.

## Ontwikkelingwereldrecordjunioren 500 meter shorttrack
| Nr | Naam                    | Land             | Tijd   | Plaats      | Datum      |
| -- | ----------------------- | ---------------- | ------ | ----------- | ---------- |
| 1  | Patrice Lapointe        | Canada           | 44,08  | Seoel       | 15-01-1994 |
| 2  | Jonathan Guilmette      | Canada           | 43,52  | Courmayeur  | 27-01-1996 |
| 3  | Kim Dong-sung           | Zuid-Korea       | 43,491 | Marquette   | 11-01-1997 |
| 4  | Kim Dong-sung           | Zuid-Korea       | 43,483 | Nagano      | 29-03-1997 |
| 5  | Daniel Weinstein        | Verenigde Staten | 43,16  | Lake Placid | 12-01-1998 |
| 6  | François-Louis Tremblay | Canada           | 42,568 | Montreal    | 16-01-1999 |
| 7  | Lee Ho-suk              | Zuid-Korea       | 42,536 | Boedapest   | 11-01-2003 |
|    |                         |                  |        |             |            |
| ?  | Denis Nikisja           | Kazachstan       | 41,027 | Erzurum     | 08-03-2014 |